# Monsters vs. Aliens (serie de televisión)
Monsters vs. Aliens (Monstruos contra alienígenas en España y Monstruos vs. Aliens en Hispanoamérica) es una serie de televisión animada estadounidense de la popular cadena de televisión Nickelodeon basada en la película de DreamWorks Animation Monsters vs. Aliens estrenada en 2009. La serie fue anunciada en 2009. El show fue estrenado como un pre-visto el sábado 23 de marzo de 2013 a las 9:30pm., con el especial de estreno titulado "Welcome to Area Fifty-Something" y el estreno oficial fue el 13 de abril de 2013. En Latinoamérica, la serie se estrenó el sábado 2 de noviembre de 2013 por Nickelodeon Latinoamérica. En noviembre de 2013, Bob Schooley, productor ejecutivo de la serie, anunció en su Twitter la cancelación de la serie, tras 1 temporada de emisión.

## Desarrollo
En 2009, Jeffrey Katzenberg anunció que había ordenado a un piloto para la serie Monsters vs. Aliens de dibujos animados para el canal infantil Nickelodeon. Finalmente, la serie fue anunciada en el 2012 por "Nickelodeon Up-front", siendo confirmada para 26 episodios. En el reparto contará con nuevos actores de voz para los personajes de Dr. Cockroach (Chris O'Dowd), Susan (Riki Lindhome), Link (Diedrich Bader) y B.O.B. (Eric Edelstein). Esta serie será producida en parte por "New Zealand CG animation studio Oktobor Animation", similar a la de otras series de Dreamworks basada en Los pingüinos de Madagascar y Kung Fu Panda: la leyenda de Po.

## Sinopsis
Después de sus aventuras anteriores, todo está tranquilo para el "Team Monster" en el Área de los cincuenta y tantos. Es decir, hasta Coverton, un extranjero telepático, aprisiona al presidente de los EE. UU. y se instala en la base junto con una serie de otros extranjeros.

## Personajes
- Riki Lindhome como Susan Murphy/Genórmica: Una joven y hermosa mujer de Modesto, California, que es golpeada por un meteorito radiactivo en el día de su boda, haciéndola mutar y crecer hasta una altura de casi 15 metros. Después de que salvar al mundo de la invasión de Gallaxhar junto a sus amigos se queda a vivir en el ÁREA-cincuenta y tantos mientras resuelve misiones que el General Monger les asigna. En la serie se cortó el pelo.
- Eric Edelstein como B.O.B. (Bicarbonato Ostilizeno Benzoato): Una masa gelatinosa indestructible que al no tener cerebro, le cuesta analizar muchas cosas. Fue el resultado catastrófico de una fábrica de condimentos.
- Chris O'Dowd como Dr Cucaracha: un científico loco que, tratando de que los humanos tuvieran las mismas capacidades de vida que las cucarachas, terminó teniendo el cuerpo de una.
- Diedrich Bader como El Eslabón Perdido: un ser con 20 000 años de antigüedad, con características humanas y acuáticas.
- Kevin Michael Richardson como General Warren Monger: es el jefe de los monstruos y aliens y el que los manda a las misiones. Es muy amigo del presidente, aunque los dos tienen una amistad un poco inmadura.[8]
- Jeff Bennett como Coverton: Maestro Manipulador y líder de los aliens, es el villano que amaras odiar, tiene el poder de la telequinesis.No se debe confiar en el ya que te podría ir mal..;Siempre está ideando un nuevo plan[9]
- Haley Tju como Sqweep: es un pequeño estudiante extranjero, de color rosa que llegó en un viaje intergaláctico de campo para producir la investigación para un informe de su calificación final.
- Gillian Jacobs como Sta'abi: Ella llegó a la Tierra para buscar a su mascota, "El Vornicarn", pero cuando iba a volver a su planeta, no pudo ya que no fue autorizada. Se quedó en el equipo de Coverton. Es agresiva, lo que la hace difícil de tratar y no entiende algunas costumbres de la Tierra... como emociones.[10][11]
- James Patrick Stuart como Presidente Hathaway: es el presidente de los Estados Unidos. Tiene una actitud muy inmadura y engreída, aunque le tiene miedo a los monstruos y a cualquier situación de este tipo.[8]

## Episodios
| Temporada | Temporada | Episodios | Estados Unidos      | Estados Unidos       | Latinoamérica          | Latinoamérica       | España                  | España                |
| Temporada | Temporada | Episodios | Comienzo            | Final                | Comienzo               | Final               | Comienzo                | Final                 |
| --------- | --------- | --------- | ------------------- | -------------------- | ---------------------- | ------------------- | ----------------------- | --------------------- |
|           | 1         | 26        | 23 de marzo de 2013 | 8 de febrero de 2014 | 2 de noviembre de 2013 | 25 de julio de 2014 | 18 de noviembre de 2013 | 31 de octubre de 2014 |

## Recepción
Monsters vs. Aliens fue estrenada el 23 de marzo de 2013 con un total de 3.1 millones de espectadores, un total de 0.754 en adultos de 18-49 años y dando un total de 0.6 en ráting, posicionándose en el lugar número 3 en audiencia total y en el lugar número 5 en audiencia de adultos, después de los Kids' Choice Awards que atrajo un total de 5.8 millones de personas.

## Premios y nominaciones
| Año  | Asociación   | Categoría                                                                     | Nominación                         | Resultado |
| ---- | ------------ | ----------------------------------------------------------------------------- | ---------------------------------- | --------- |
| 2014 | Annie Awards | Outstanding Achievement, Storyboarding in an Animated TV/Broadcast Production | Piero Piluso - Monsters vs. Aliens | Nominado  |